# إديث كيل
إديث كيل (بالألمانية: Edith Kiel)‏ هي منتجة أفلام ومونتيرة وكاتبة سيناريو ومخرجة بلجيكية وألمانية، ولدت في 30 يونيو 1904 في برلين في ألمانيا، وتوفيت في 12 سبتمبر 1993 في بلجيكا.

## وصلات خارجية
- إديث كييل على موقع IMDb (الإنجليزية)
- إديث كييل على موقع كينوبويسك (الروسية)